# Spojené uměleckoprůmyslové závody
Spojené uměleckoprůmyslové závody, též UP závody byly významným československým výrobcem i prodejcem nábytku. Společnost sídlila v Brně.

## Historie
Společnost má své počátky v roce 1918. U jejího zrodu stál Třebíčan Jan Vaněk, zakladatel Umělecko-průmyslových dílen. V roce 1920 došlo ke spojení třebíčského podniku s Továrním nábytkovým a stavebním stolařstvím královopolského podnikatele Karla Slavíčka. Tím vznikly Spojené uměleckoprůmyslové závody v Brně. Společnost byla zprvu živa z individuálních zakázek, avšak její vedení si uvědomovalo, že přichází čas masové výroby. Východiska tvorby (jednoduchý, účelný a praktický nábytek) i strategii jejího prodeje (důsledná propagace, po přechodnou dobu dokonce i prostřednictvím časopisu Bytová kultura, 1924–1925) po Vaňkovi převzal Vladimír Mareček. V roce 1930 se managementu společnosti objevuje Jindřich Halabala, pozdější ředitel a hlavní architekt.
V době, kdy už Spojené uměleckoprůmyslové závody náležely k největším výrobcům nábytku v Evropě, byla společnost znárodněna (1946). V druhé polovině let šedesátých dvacátého století byl vystavěn nový závod v Rousínově, toho času největší a nejmodernější ve střední a východní Evropě.V roce 1986 bylo ministerstvem průmyslu rozhodnuto, že bude postavena nová hala v katastru Kožichovic u Třebíče. První etapa prací byla zahájena v květnu roku 1986 a ukončena v roce 1989.
UP závody převzala akciová společnost Tusculum. Ta vznikla v roce 1991 a zahrnula tři podniky: rousínovský, brněnský a třebíčský. Společnost Tusculum v roce 2003 plně ovládla akciová společnost Jitona, o čtyři roky později došlo k jejich sloučení s tím, že zanikla společnost Tusculum.